# OneRepublic
OneRepublic je ameriška pop-rock skupina iz kraja Colorado Springs. Doslej so izdali štiri albume in opravili sedem turnej.

## Pesmi
A.I.
All the Right Moves
All These Things
Apologize (+Timberland)
Better
Born
Burning Bridges
Choke
Colors
Come Home
Connection
Counting Stars
Don´t Look Down
Dream
Feel Again
Fingertips
Future Looks Good
Good Life
Heaven
Human
I Lived
If I Lose Myself
Kids
Lets Hurt Tonight
Lift Me Up (Michael Brun remix)
Love Runs Out
Marchin On
Mercy
NbHD
No Vacancy
Oh My My
Rich Love
Say
Secrets
Somethimg I Need
Start Again
Stop And Stare
Stranger Things
The Less I Know
Truth Or Power
Wherever I Go

## Albumi
NATIVE
WAKING UP
DREAMING OUT LOUD
OH MY MY

## Člani

### Ryan Tedder
Ryan Benjamin Tedder se je rodil 26. junija 1979. Je ameriški pevec, tekstopisec, igralec raznih inštrumentov in producent. Kot vodilni pevec skupine OneRepublic ima tudi samostojno kariero kot skladatelj in producent za različne umetnike (Adele, Ed Sheeran, One Direction, Taylor Swift...).
Njegova produkcija in pisanje pesmi sta bila komercialno uspešna. Med najbolj poznanimi singli so Apologize, Bleeding Love in Halo. Njegovi vzdevek leta 2014 je bil ¨The Undercover King of Pop".

#### ZGODNJE ŽIVLJENJE IN ŠOLA
Kot otroka so ga vzgajali v krščanski cerkvi v družini iz misijonarjev in pastorjev. Že hitro ga je veselila glasba, zato se je v tretjem letu starosti začel učiti klavir. Peti je začel pri sedmih letih. Pri tem je posnemal svoje najljubše umetnike. Med temi so Beatlesi, Peter Gabriel, Stevie Wonder ...
Po njegovem izreku je pel vsaj dve uri na dan do osemnajstega leta. Obiskoval je šole v Jenksu, Oklahomi in v predmestju Tulsa. Srednjo šolo je obiskal v Coloradu. tam je tudi srečal svoje bodoče člane skupine One Republic. Po šoli se je udeležil univerze Oral Roberts, kjer je začel predstavljati svoj material.

### Zach Fill-ins
Zach Filkins se je rodil 15. septembra 1978. Je ameriški pevec in skladatelj. Je kitarist v skupini OneRepublic. V otroštvu se je učil klasično kitaro v Barceloni v Španiji. Udeležil se je krščanske srednje šolo v Coloradu Springs. V srednji šoli je srečal člana bodoče skupine, Ryana Tedderja. Med potjo domov sta postala dobra prijatelja ter se odločila, da bosta oblikovala svojo skupino z imenom This Beautiful Mess. Igrali so majhne koncerte, ki so jih obiskovali prijatelji in družina. Kmalu sta se Tedder in Filkins razšla in šla v druge šole.
Leta 2010 sta imela Filkins in njegova žena Lynsday sina. Za zahvalo ju je priznal v notnih zapisih prvega albuma Dreaming Out Loud.
Preden se je preselil v Los Angeles in začel z OneRepublic je bil model v Chicagu. Delal je pri agenciji Maximum Talent Agency. Predstavljen je bil v nekaj oglasih blagovnih znamk, kot so Convington in Jockey Underwear.

#### ONE REPUBLIC
Leta 2002 je Filkins prejel klic od Tedderja, ki ga je vprašal, če še vedno želi ustvariti skupino. Nato se je preselil v Los Angeles iz Chicaga. Po nekaj mesecih so podpisali pogodbo z založbo Columbia Records in posneli celoten album. Nato so bili zelo uspešni. Bil je tudi sodnik za 10. in 11. letno nagrado The Independent Music Awards, ki je podpirala kariere neodvisnih umenikov.
Filkins igra kitaro, violo in poje backvokal. Poleg tega piše glasbo za skupino s prijateljem in soustanoviteljem Tedderjem.

#### DRUGO
Gostoval je kot gozdni nadzornik v seriji zločinov Criminal Minds, sezona 7, epizoda 6 z naslovom Epilog.

### Drew Brown
Andrew John Brown je rojen 9. januarja 1984. Je ameriški glasbenik, multiinstrumentalist in skladatelj. V skupini OneRepublic in Deabate Team igra kitaro. Prihaja iz Broomfilda, Colorado, kjer se je povezal z Tedderjem in Filkinsom.

#### ONE REPUBLIC
Že od leta 2005 je bil kitarist skupine. Poleg tega je bil soavtor številnih pesmi. Med njimi je "Say", "Stop in Stare" in veliko več.

### Brent Kutzle
Brent Kutzle se je rodil 3. avgusta 1985. Je ameriški glasbenik, multiinštrumentalist, skladatelj, producent in filmski skladatelj. V skupini je basist in violončelist. V preteklosti je nastopal s popularnimi pevci, kot so Beyonce, Kelly Clarkson ...

#### ONE REPUBLIC
Skupini se je pridružil leta 2007, ko je vloga basista postala prosta. Ni hotel igrati v skupini, ki ne bi pustila igranja violončela. V OneRepublic je violončelo preoblikoval z učinki v rock verzijo. Njegov prvi album je Dreaming out loud na skladbi All Fall Down. Poleg tega pomaga vodji Ryanu Tedderju in Zach Filkinsu pri pisanju skladb. Napisal je tudi pesem All Right Right (All The Right Moves), Good Life ter Feel Again. Na koncertih danes igra bas kitaro in poje backvokal.

### Eddie Fisher
Eddie Ray Fisher se je rodil 17. decembra leta 1973. V skupini One Republic je bobnar. Odraščal je v Mission Veju v Kaliforniji, sedaj pa prebiva v Denverju, Colorado, kjer je temelj One Republic.
Za bobnanje se je začel zanimati v sedmem razredu po koncertu U2 na stadionu tempe. 

#### ONE REPUBLIC
Skupini se je pridružil leta 2006. Poleg bobnanja je tudi pisal pesmi v skupini, kot so Stop and stare, Say, Good Life. 

#### IZVEN ONE REPUBLIC
Igral je tudi za številne skladbe v skupini The Violet Burning. Igral je v skladbah Save You in Not You You.

## Začetki
Nastal je leta 2002 v Colorado Springsu v Coloradu. Prvi uspeh je skupina dosegla na Myspace-u. Konec leta 2002, ko je skupina odigrala predstave na celotnem območju Los Angelesa, je pristopila k številnim založbam. Takrat je skupina končno podpisala s Celvetom Hammerom, odtisom Columbia Records. Poleti in jeseni leta 2005 so začeli pisati prvi album v Kaliforniji. Predviden je bil za izdajo 6. junija 2006, vendar je skupina Columbia padla dva meseca pred albumom. Vodilni single tega albuma Apologize je bil izdan 30. aprila 2006 na Myspaceu in je tam prejel priznanje in postal številka ena na seznamih Myspace.
Leta 2007 je One Republic izdal svoj prvi prvenec Dreamig Out Loud. Njegovo glavno skladbo Apologize je Timbaland preoblikoval v remiks in postala je velik mednarodni uspeh. Pridobil je nominacijo za nagrado Grammy. Od drugega singla Stop and Stare je odseval uspeh njegovega predhodnika. Kasneje je bil certificiran PLATINUM s strani Združenja ameriške zvočne industrije. Drugi album skupine, Waking Up, je izdal singla All Right Moves, Secrets, Good Life, ki je dosegel prvo mesto v ameriški Billboard Hot 100.
Tretji album Native je postal prvi top deset.